# Jouy-en-Pithiverais
Jouy-en-Pithiverais is een gemeente in het Franse departement Loiret (regio Centre-Val de Loire) en telt 249 inwoners (2005). De plaats maakt deel uit van het arrondissement Pithiviers.

## Geografie
De oppervlakte van Jouy-en-Pithiverais bedraagt 16,0 km², de bevolkingsdichtheid is 15,6 inwoners per km².
De onderstaande kaart toont de ligging van Jouy-en-Pithiverais met de belangrijkste infrastructuur en aangrenzende gemeenten.

## Demografie
Onderstaande figuur toont het verloop van het inwonertal (bron: INSEE-tellingen).